# Hemiksem
Hemiksem – miejscowość i gmina (gemeente) w Belgii, w Regionie Flamandzkim, w prowincji Antwerpia, w okręgu Antwerpia. Leży na prawym brzegu Skaldy. 1 stycznia 2024 roku zamieszkana przez 12 396 osób.

## Transport
Przez Hemiksem przebiega linia kolejowa z Antwerpii do Puurs. Znajduje się tutaj  stacja kolejowa.

## Turystyka
W gminie znajduje się dawny klasztor cysterski z XVII wieku.